# Daevid Allen

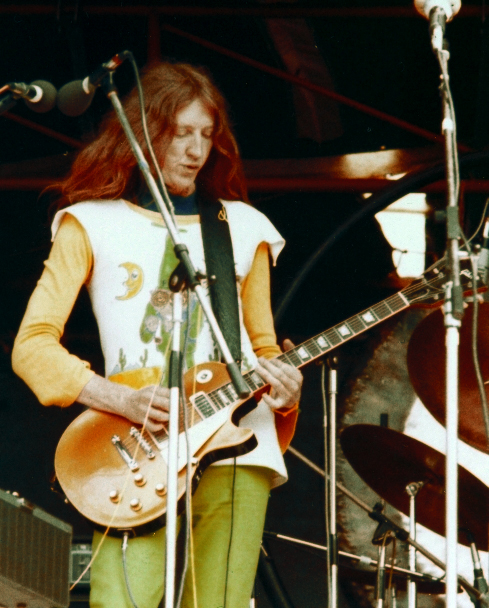
Daevid Allen uppträder med Gong 1974.

Daevid Allen, egentligen Christopher David Allen, född 13 januari 1938 i Melbourne, Australien, död 13 mars 2015 i Australien, var en australisk sångare, gitarrist, låtskrivare och poet. Allen var med och grundade de progressiva rockgrupperna Soft Machine och Gong. Han släppte även album som soloartist och debuterade som sådan med skivan Banana Moon 1971.
Allen är främst känd för sitt arbete med gruppen Gong, i vilken han var medlem från dess bildande 1967 fram till 1976, och åter från 1996 till 2001. Han uppträdde även under 2000-talet och 2010-talet i olika konstellationer av Gong. 2014 drabbades Allen av cancer och avled till följd av det 2015.